# Jason Botterill
Jason N. Botterill (* 19. Mai 1976 in Edmonton, Alberta) ist ein ehemaliger kanadischer Eishockeyspieler und derzeitiger -funktionär, der seit Januar 2021 als Assistent von General Manager Ron Francis bei den Seattle Kraken in der National Hockey League tätig ist. Zuvor fungierte er von 2017 bis 2020 als „GM“ der Buffalo Sabres. Während seiner aktiven Karriere absolvierte er 88 NHL-Einsätze, kam allerdings hauptsächlich in Minor Leagues zum Einsatz.

## Karriere

### Als Spieler
Jason Botterill wurde in Edmonton geboren, wuchs allerdings in Winnipeg auf. Er besuchte die St. Paul’s School, bevor er sich 1993 an der University of Michigan einschrieb und fortan für deren Wolverines am Spielbetrieb der Central Collegiate Hockey Association (CCHA) teilnahm. Bereits als Freshman kam der linke Flügelstürmer auf 39 Scorerpunkte in 36 Spielen und wurde infolgedessen ins CCHA All-Rookie Team gewählt. Anschließend wählten ihn die Dallas Stars im NHL Entry Draft 1994 an 20. Position aus. Vorerst spielte der Kanadier jedoch weitere drei Jahre in Michigan, wobei er mit dem Team 1996 die landesweite Meisterschaft der National Collegiate Athletic Association (NCAA) gewann und ins CCHA Second All-Star Team gewählt wurde. 1997 verließ er die University of Michigan als Mannschaftskapitän sowie mit einem abgeschlossenen Studium in Wirtschaftswissenschaft.
Anschließend wechselte Botterill in die Organisation der Dallas Stars, die ihn allerdings hauptsächlich bei ihrem Farmteam, den Michigan K-Wings, in der International Hockey League (IHL) einsetzten. Nach zwei Spielzeiten und nur 21 Spielen ohne Scorerpunkt in der National Hockey League (NHL) wurde der Angreifer im Juli 1999 an die Atlanta Thrashers abgegeben; im Gegenzug wechselte Jamie Pushor nach Dallas. Bei den Thrashers kam Botterill regelmäßiger in der NHL zum Einsatz, wurde allerdings bereits im Februar 2000 samt Darryl Shannon zu den Calgary Flames transferiert, die dafür Hnat Domenichelli und Dmitri Wlassenkow nach Atlanta schickten. In der Organisation der Flames spielte er ebenfalls hauptsächlich für deren Farmteam, die Saint John Flames, in der American Hockey League (AHL) und gewann mit dem Team dabei 2001 die Playoffs um den Calder Cup.
2002 schloss sich Botterill als Free Agent den Buffalo Sabres an, für die er mit 36 NHL-Spielen die meisten in der höchsten nordamerikanischen Liga absolvierte. Vorrangig spielte er jedoch weiterhin in der AHL, wobei er im Trikot der Rochester Americans zum AHL All-Star Classic 2003 berufen wurde. Im Oktober 2004 erlitt Botterill eine weitere Gehirnerschütterung, an denen er im Laufe seiner Karriere mehrfach zu leiden hatte, und beendete daraufhin auf Anraten seiner Ärzte seine aktive Laufbahn. Insgesamt war er dabei auf 88 NHL-, 132 IHL- sowie 311 AHL-Spiele gekommen.

#### International
Mit der kanadischen U20-Nationalmannschaft nahm Botterill an den Junioren-Weltmeisterschaften 1994, 1995 und 1996 teil und wurde dabei zum einzigen Kanadier, der bei diesem Turnier drei Goldmedaille in Folge gewinnen konnte.

### Als Funktionär
Nach dem Ende seiner aktiven Karriere kehrte Botterill an die University of Michigan zurück, setzte sein Studium fort und schloss dieses 2007 mit einem Master of Business Administration ab. Parallel dazu war er bereits in der Saison 2006/07 als Scout für die Dallas tätig, bevor er zur Spielzeit 2007/08 endgültig ins NHL-Geschäft zurückkehrte und die Position des Director of Player Personnel bei den Pittsburgh Penguins übernahm. Dort stieg er bereits 2009 zum Assistenten des General Managers auf und war zugleich als General Manager von Pittsburghs Farmteam tätig, den Wilkes-Barre/Scranton Penguins. Beide Funktionen hatte der Kanadier acht Jahre inne, wobei er mit den Penguins 2016 und 2017 den Stanley Cup gewann und auch auf der Trophäe verewigt wurde.
Im Mai 2017 wurde er als neuer General Manager der Buffalo Sabres vorgestellt und kehrte somit zu seinem alten Arbeitgeber zurück. Unter seiner Führung verpassten die Sabres die Playoffs drei Jahre in Folge deutlich, sodass er im Juni 2020 entlassen und durch Kevyn Adams ersetzt wurde. Im Januar 2021 wurde Botterrill dann von den neu gegründeten Seattle Kraken verpflichtet, wo er die Funktion des Assistenten von General Manager Ron Francis übernahm.

## Erfolge und Auszeichnungen
| - 1994 CCHA All-Rookie Team - 1996 NCAA-Division-I-Championship mit der University of Michigan - 1996 CCHA Second All-Star Team | - 2001 Calder-Cup-Gewinn mit den Saint John Flames - 2003 Teilnahme am AHL All-Star Classic |

### International
- 1994 Goldmedaille bei der Junioren-Weltmeisterschaft
- 1995 Goldmedaille bei der Junioren-Weltmeisterschaft
- 1996 Goldmedaille bei der Junioren-Weltmeisterschaft

## Karrierestatistik

### International
Vertrat Kanada bei:
- Junioren-Weltmeisterschaft 1994
- Junioren-Weltmeisterschaft 1995
- Junioren-Weltmeisterschaft 1996

(Legende zur Spielerstatistik: Sp oder GP = absolvierte Spiele; T oder G = erzielte Tore; V oder A = erzielte Assists; Pkt oder Pts = erzielte Scorerpunkte; SM oder PIM = erhaltene Strafminuten; +/− = Plus/Minus-Bilanz; PP = erzielte Überzahltore; SH = erzielte Unterzahltore; GW = erzielte Siegtore; 1 Play-downs/Relegation; Kursiv: Statistik nicht vollständig)

## Persönliches
Botterill ist verheiratet und Vater zweier Töchter. Seine Schwester Jennifer Botterill war ebenfalls Eishockeyspielerin und wurde dabei mehrfache Olympiasiegerin und Weltmeisterin. Seine Mutter Doreen McCannell-Botterill war eine olympische Eisschnellläuferin, während sein Vater Cal Botterill als Sportpsychologe an der University of Winnipeg tätig ist.